# Oxyrhachis munda
Oxyrhachis munda är en insektsart som beskrevs av Capener 1962. Oxyrhachis munda ingår i släktet Oxyrhachis och familjen hornstritar. Inga underarter finns listade i Catalogue of Life.